# Xhosa (Volk)
Die Xhosa [ˈkoːza] (isiXhosa: [ǁʰosa]; auch Xosa) sind ein südafrikanisches Volk, das sprachlich zu den Bantu gehört.
Der Name bezieht sich angeblich auf einen ihrer Häuptlinge in der Geschichte. Sich selbst bezeichnen sie als amaXhosa. Sie sind im Rahmen der Nord-Süd-Wanderung der afrikanischen Völker ins südliche Afrika gelangt und verdrängten dabei Bevölkerungsgruppen der San und der Khoikhoi. Das Hauptsiedlungsgebiet der Xhosa liegt heute in der Provinz Eastern Cape. Durch inländische Arbeitsmigration sind sie inzwischen in der gesamten Republik Südafrika ansässig. Die Hauptgruppen der Xhosa sind die Gcaleka, Ngika, Ndlamba, Dushane, Qayi, Ntinde und Gqunkhwebe.

## Sprache

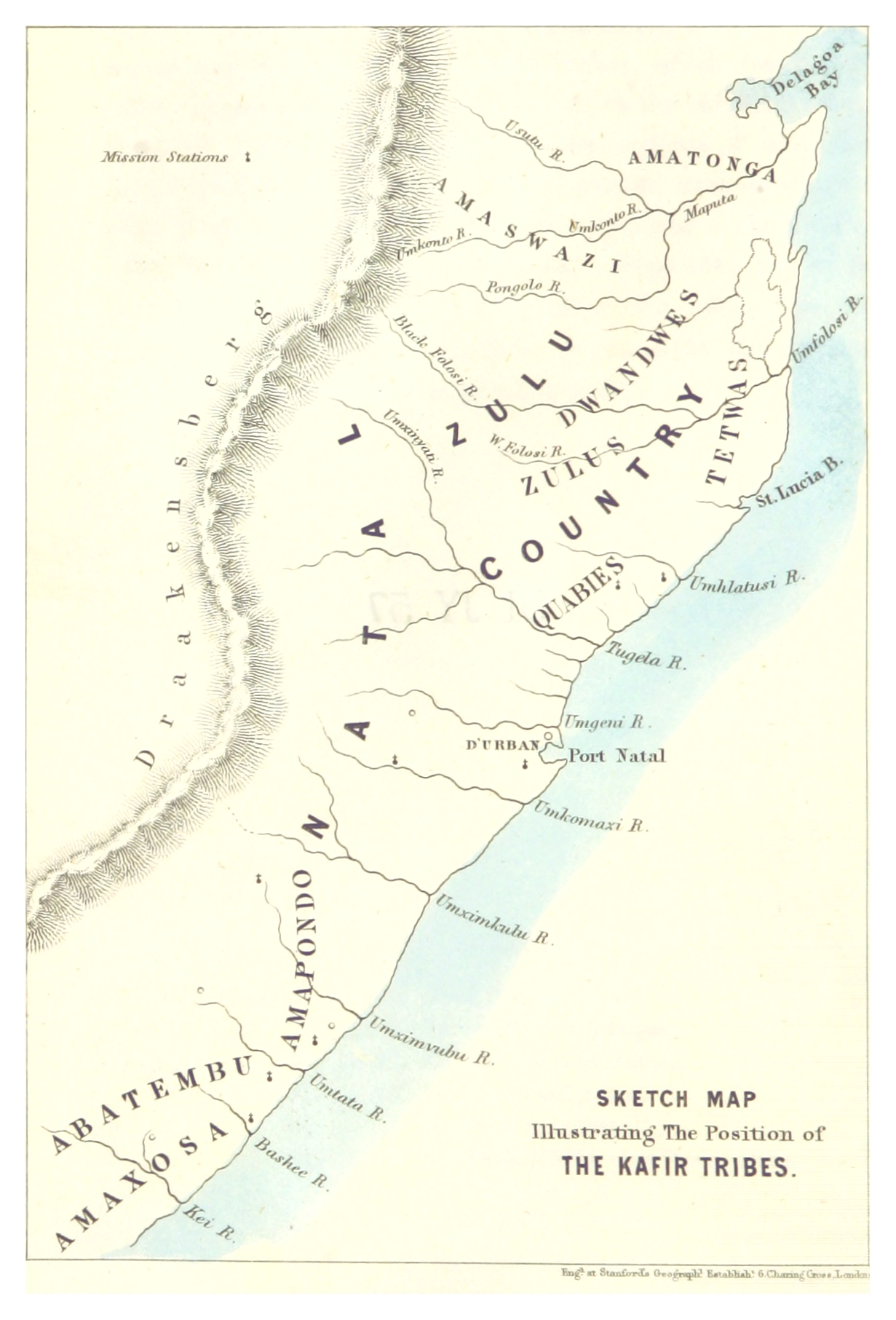
Siedlungsgebiete (1850)

Ihre Sprache, die zahlreiche lautliche Elemente (z. B. Klicklaute) als Substrat aus Khoisansprachen übernommen hat, nennt sich isiXhosa.

## Geschichte des Volkes

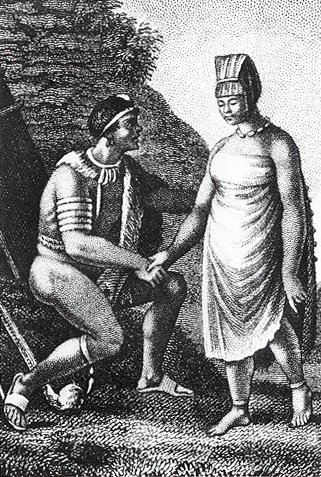
Ein Xhosa-Paar nach einer Darstellung um 1800

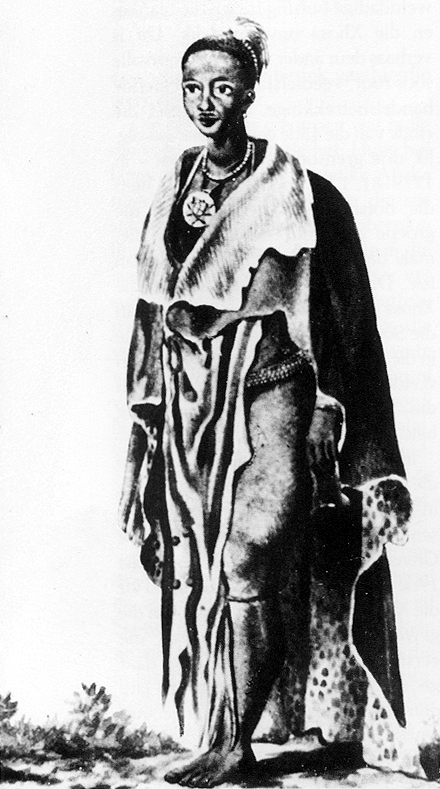
Der junge Xhosa-Häuptling Gaika

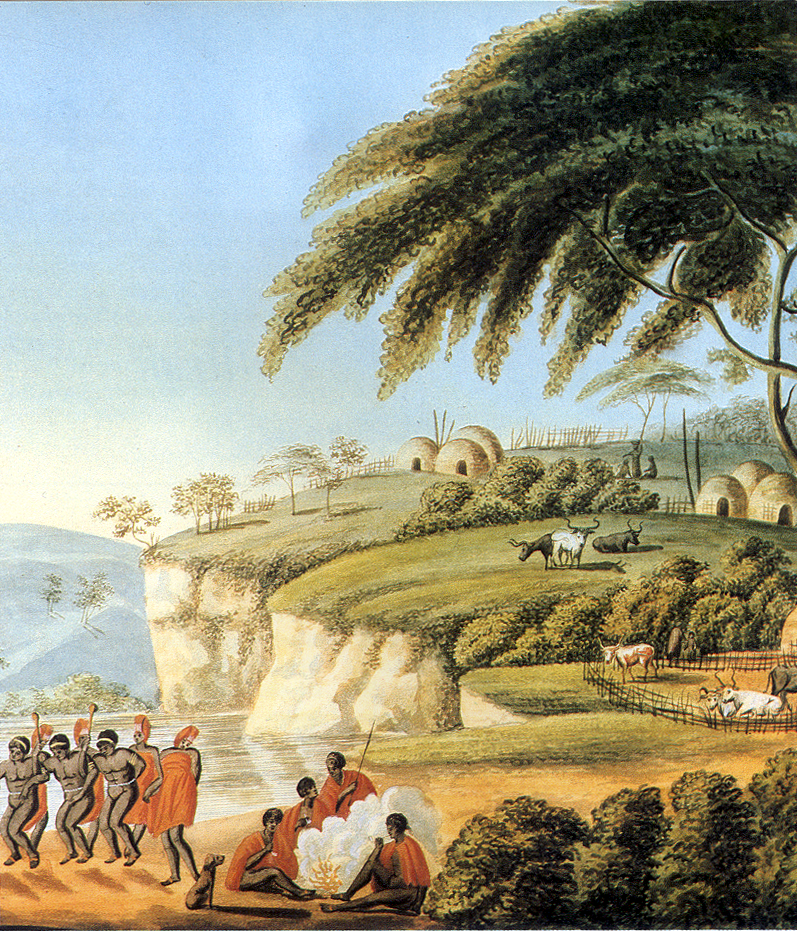
Historische Darstellung einer Xhosa-Siedlung um 1810 (Lodewijk Alberti)

Vor der Kolonialisierung Südafrikas lebten die Xhosa als Viehzüchter in dem Gebiet zwischen dem Boesmans River und dem Great Kei River. Sie waren um das 11. Jahrhundert und später, nach manchen Angaben bereits früher, aus weiter nördlichen Teilen des Kontinents eingewandert.
Zu den frühesten Beschreibungen der einheimischen Bevölkerung im südlichen Afrika, speziell der Xhosa, damals von europäischstämmigen Autoren noch unter dem Sammelbegriff Kaffern abgehandelt, zählen die von den Forschungsreisenden John Barrow (1796), Martin Lichtenstein (1805), Campbell (1819) und von Smith (1835) verfassten Berichte. Wichtige Forschungsergebnisse zur südafrikanischen Bevölkerung unter Berücksichtigung der Xhosa sind später durch Gustav Theodor Fritsch (1868, 1873) und Emil Holub (1881) publiziert worden.
Die Xhosa lebten wie die anderen Bantu-Völker traditionell in Stammesstrukturen. Das Oberhaupt war in einer Art der direkten Demokratie seines Stammes konstitutionell integriert. Das Land befand sich im allgemeinen Besitz des Stammes. Dessen Verteilung an die Familienoberhäupter zur Nutzung oblag dem Oberhaupt (Chief), wobei er sich mit den Unterführern ausgleichend einigen musste. Die Machtstellung des Chiefs und damit der gesamten Gesellschaftsstruktur beruhte auf der möglichen günstigen Verfügbarkeit von nutzbarem Land durch das Stammesoberhaupt. Mit der Ankunft der Europäer kam diese Hierarchie zunehmend in Bedrängnis, weil das verfügbare Land nun von zwei Machtzentren umkämpft war. Größere bewaffnete Konflikte zur Wahrung der Interessen zwischen europäischen Siedlern und der einheimischen Bevölkerung sind die 1779 beginnenden Grenzkriege mit der Kapkolonie. Die Urbevölkerung aus San („Buschleuten“) und Khoikhoi („Hottentotten“) wurde dabei politisch, kulturell und sozial in eine Außenseiterposition verdrängt.
Die durch die britische Kolonialpolitik verstärkte Expansions- und Wanderungsbewegung der Buren erzeugte mit der indigenen Bevölkerung fortgesetzte unzählige bewaffnete Konflikte, an denen wiederholt britisches Militär beteiligt war bzw. später aus eigenen Überlegungen handelte. Ein besonders intensiv umkämpftes Gebiet waren die Amathole-Berge, das hinter ihnen liegende vergleichsweise wasserreiche Grasland und ihr südwestliches Vorland im heutigen Eastern Cape. Für die Viehzucht der Xhosa bot diese Gegend eine besonders günstige klimatische Voraussetzung. Die sich weiter westlich, in Richtung Grahamstown – heute Makhanda – erstreckenden flachen bis hügeligen Areale sind von karger Karoo-Vegetation und Trockenheit gekennzeichnet. Die als Grenzkriege bezeichneten Auseinandersetzungen im Eastern Cape hielten bis in die zweite Hälfte des 19. Jahrhunderts an und richteten sich hauptsächlich gegen die sich kriegerisch zur Wehr setzenden Xhosa.
Zu den bekanntesten Xhosa-Führungspersonen innerhalb der bewaffneten Auseinandersetzungen in der immer weiter fortschreitend befestigten Grenzregion zählen die Chiefs Gaika und Sandile. Das Grab von Gaika aus dem Jahr 1829 liegt zwischen Keiskammahoek und Middledrift. Sandile wurde 1878 westlich von Stutterheim begraben.
Aufgrund der Kolonisierung Südafrikas, dann auch der Errichtung der Burenrepubliken Oranje-Freistaat und Transvaal, kamen die Xhosa in ihren angestammten Lebensgebieten immer weiter in Bedrängnis, teilweise verloren sie ihre Heimat. Im Zeitraum 1856–1857 opferten die Xhosa den Geistern ihrer Ahnen aufgrund einer Prophezeiung den größten Teil ihres Viehbestandes und vernichteten ihr Korn. Diese Viehtötung der Xhosa führte in der Folge zu einer großen Notlage in der Bevölkerung. Mehrere zehntausend Xhosa-Angehörige starben und mindestens 50.000 verließen ihr Land, um eine neue Existenzgrundlage zu finden.
Seit dem frühen 19. Jahrhundert versuchten verschiedene Missionsgesellschaften die Xhosa zum christlichen Glauben zu bewegen und eine grundlegende Schulbildung zu erreichen. Die Presbyterianer schufen 1841 bei der Siedlung Alice eine Missionsschule. Ebenfalls tätig waren die Berliner Missionsgesellschaft (Berlin Missionary Society), die Free Church of Scotland und die Glasgow Missionary Society, etwa in der Region um King William’s Town und Alice. Im Lovedale Missionary Institute, das im Gebiet vom späteren Homeland Ciskei lag, wurde in der zweiten Hälfte des 19. Jahrhunderts und im 20. Jahrhundert Bildungsarbeit unter den Xhosa betrieben.
Die nach 1945 anhaltende postkoloniale Apartheid-Politik in Südafrika führte zu einer organisierten Ausgrenzung der schwarzen Bevölkerung im Zuge dessen den Xhosa die beiden Homelands Ciskei und Transkei zugewiesen, unter Verlust von Teilen ihrer bisherigen Siedlungsgebiete.

## Demographie und moderne soziale Situation

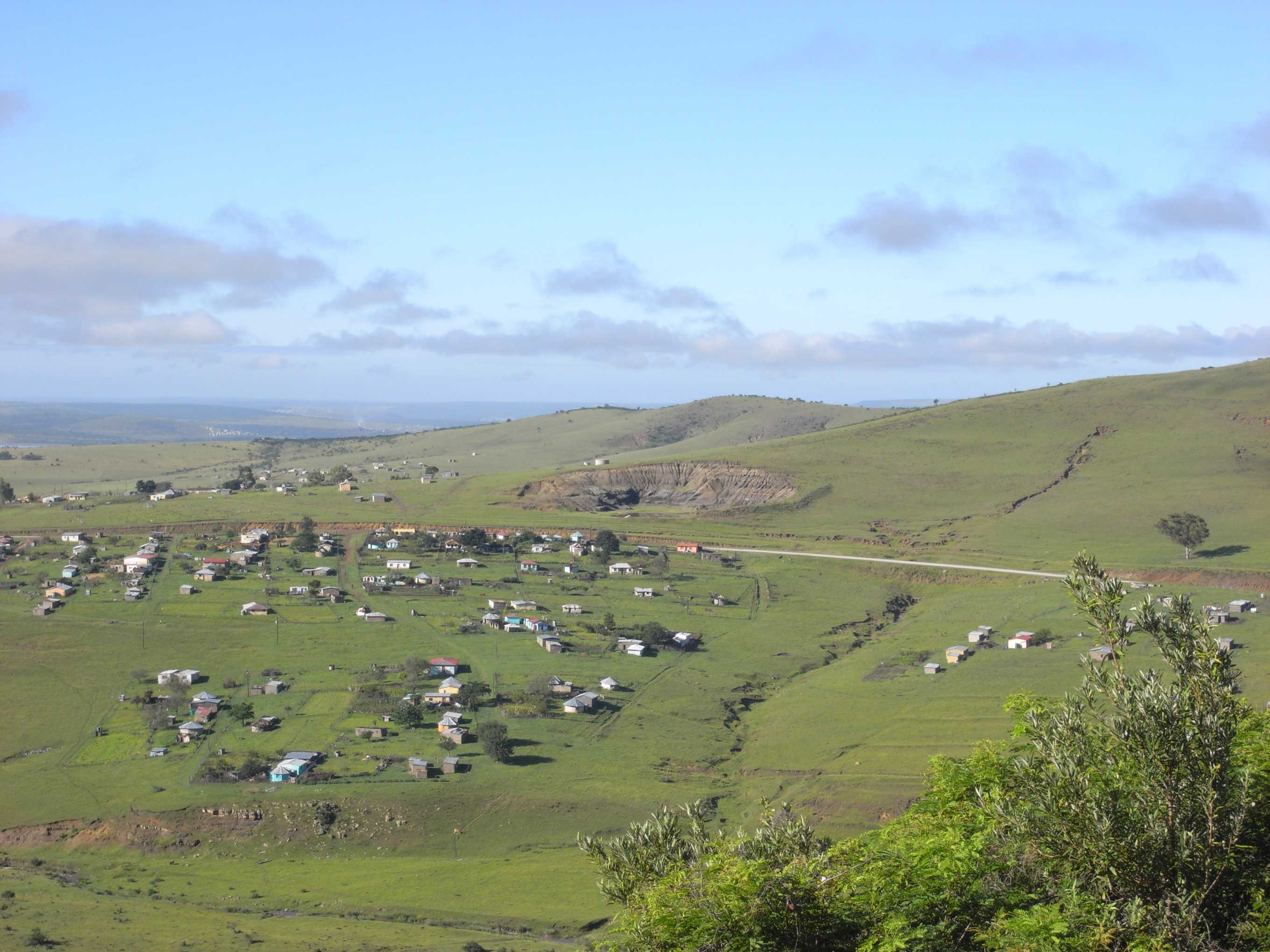
Xhosa-Siedlung im Tyhume-Tal an den Amathole-Bergen.

Nach den Bevölkerungsdaten vom Departement of Statistic in Pretoria lebten 1951 exakt 2.486.164 (Volkszählungsergebnis), 1970 3,930 Millionen und 1977 5,394 Millionen Xhosa-Angehörige in Südafrika (einschließlich Transkei). Im Jahr 1989 lebten von insgesamt 6,240 Millionen Xhosa 2,930 Millionen außerhalb der Homelands.
Die soziale Lage ist heute (2008) stark differenziert. Ein großer Teil der Xhosa lebt immer noch in eigenen und teilweise abgeschlossenen Siedlungen der ehemaligen Homelands von der Provinz Ostkap. Sie besitzen oft eine enorme Ausdehnung und werden von Personen aus ihrem Kreis verwaltet.
Zuschüsse der Regierung und aus den Provinzen haben Infrastrukturen für die Wasser- und Stromversorgung geschaffen. Durch neue Hausbauten und Sanierungen der Einzelwohnbauten (Geschoss- bzw. Reihenbauten sind aus traditionellen Gründen nicht existent) hat sich die Lebensqualität der Einwohner spürbar, wenn auch nicht zufriedenstellend, verbessert. In diesen Siedlungen sind Schulen und einfache Gemeindestrukturen vorhanden. Es handelt sich bei diesen Ortschaften um eine quartierartige oder ungeordnete Siedlungsstruktur ohne eine nennenswerte Zahl von Arbeitsplätzen. Nur in einzelnen Fällen wurde eine Kombination mit nahen Gewerbegebieten versucht, beispielsweise in Dimbaza.
Ein besonderes Problem für die ländlichen Siedlungen stellt die Wanderarbeit dar, die ihre verfestigten Strukturen während der Apartheid ausbildete. Zu jener Zeit fanden viele Homelandbewohner nur bei der speziell in den Grenzgebieten (Bantustaaten-Südafrika) angesiedelten Industrie oder in anderen Landesteilen Südafrikas eine Beschäftigung. Bis in die Gegenwart (2008) haben sich solche für die Familien problematisch auswirkende Arbeitsmarktstrukturen erhalten. Durch die relativ unterentwickelte Industriestruktur des Eastern Cape finden viele Xhosa im mittleren Alter in den weit entfernten Ballungsräumen (Johannesburg, Provinz Gauteng, Kapstadt, Durban) eine Arbeit. Ein nicht unerheblicher Teil der Kindererziehung wird auf diese Weise von anderen Familienangehörigen ausgeübt.
In den mittleren und größeren Städten lebt die Xhosa-Bevölkerung in kleinen Hütten am Rand oder in festen Häusern des unmittelbaren Stadtgebietes. Vereinzelt besteht eine Mischung mit Wohnbauten der weißen Bevölkerung.
Durch die gesellschaftlichen Reformen nach dem  Ende der Apartheid haben sich die Lebensverhältnisse für einen Teil der Xhosa mit Arbeitsplätzen in den Städten verbessert. Sie arbeiten neben den weniger gut bezahlten Tätigkeiten in Industrie, Kleinhandwerk und Handel nun auch in den öffentlichen Verwaltungen, wissenschaftlichen Einrichtungen, Banken, Versicherungen und vielen anderen Sektoren. Dabei nehmen sie auch leitende Funktionen oder die Stellung von Firmeninhabern wahr. Aus Gewohnheitsgründen ist die Arbeitswelt zwischen der schwarzen und weißen Bevölkerung noch geteilt. Eine der wenigen Ausnahmen bilden der Wissenschaftssektor und einzelne Unternehmen, die ausdrücklich auf eine gemischte Personalstruktur setzen.

## Bildungssituation

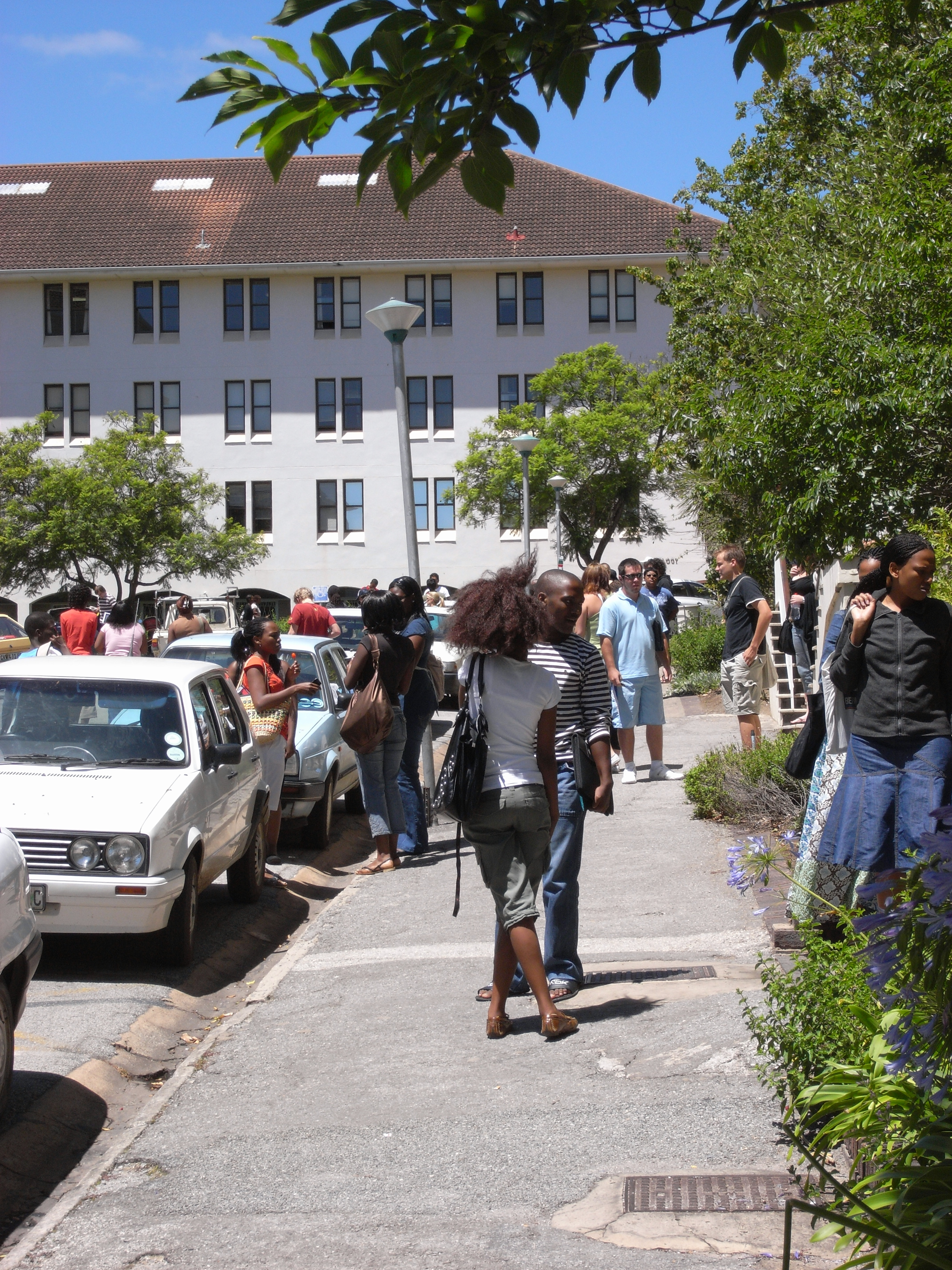
Studenten auf dem Campus der Rhodes University

Die moderne Schul-, Berufs- und Hochschulbildung ist nach dem Ende der Apartheid 1994 freier und liberaler geworden. Formell fielen die Apartheidsschranken, aber durch die anhaltende getrennte Wohnsituation der schwarzen und weißen Bevölkerung ergibt sich besonders in dem überwiegend ländlich geprägten Siedlungsgebieten des Eastern Capes zwangsläufig eine getrennt verlaufende Schulausbildung. Das Schulwesen orientiert sich am englischen System und die Kinder tragen Schuluniformen. In fast allen größeren Siedlungen sind eine oder mehrere Schulen vorhanden. Vereinzelt sind Schullandheime bzw. Feriencamps vorhanden, die teilweise von privaten Betreibern (christliche Missionen, Stiftungen) betrieben werden. Dort ergibt sich auch eine gemischte, teilweise internationale Zusammensetzung.
Der Hochschulzugang ist heute frei. An den Universitäten, besonders in Makhanda, in Fort Hare und an der Walter-Sisulu-Universität studieren viele Xhosa-Angehörige, neben weißen Südafrikanern, ausländischen Studenten aus afrikanischen Staaten und anderen Kontinenten. Die Universität von Fort Hare hat in ungewöhnlicher Weise mit ihren Vorläuferinstitutionen zur gesellschaftlichen und politischen Emanzipation der Xhosa wesentlich beigetragen. Im Rahmen der Apartheidsgesetze war sie die den Xhosa zugewiesene Hochschuleinrichtung. Die damaligen Absolventen durften ihre auf den Abschluss aufbauende berufliche Qualifikation nur in den Homelands ihrer Volksgruppe bzw. in den zugewiesenen städtischen Arealen ausüben. Dieses Prinzip traf sinngemäß auch auf die anderen südafrikanischen nichtweißen Bevölkerungsgruppen und die ihnen zugeordneten Hochschuleinrichtungen zu.
Durch die Geschichte des Landes ergibt sich in Hinsicht auf die Bildungsabschlüsse unter den Xhosa eine nach Generationen stark differenzierte Spreizung. Die jüngere Bevölkerung ist demzufolge mit wesentlich besseren Bildungschancen als die Eltern- und Großelterngenerationen ausgestattet.

## Kunst

De Beers Centenary Art Gallery in Fort Hare

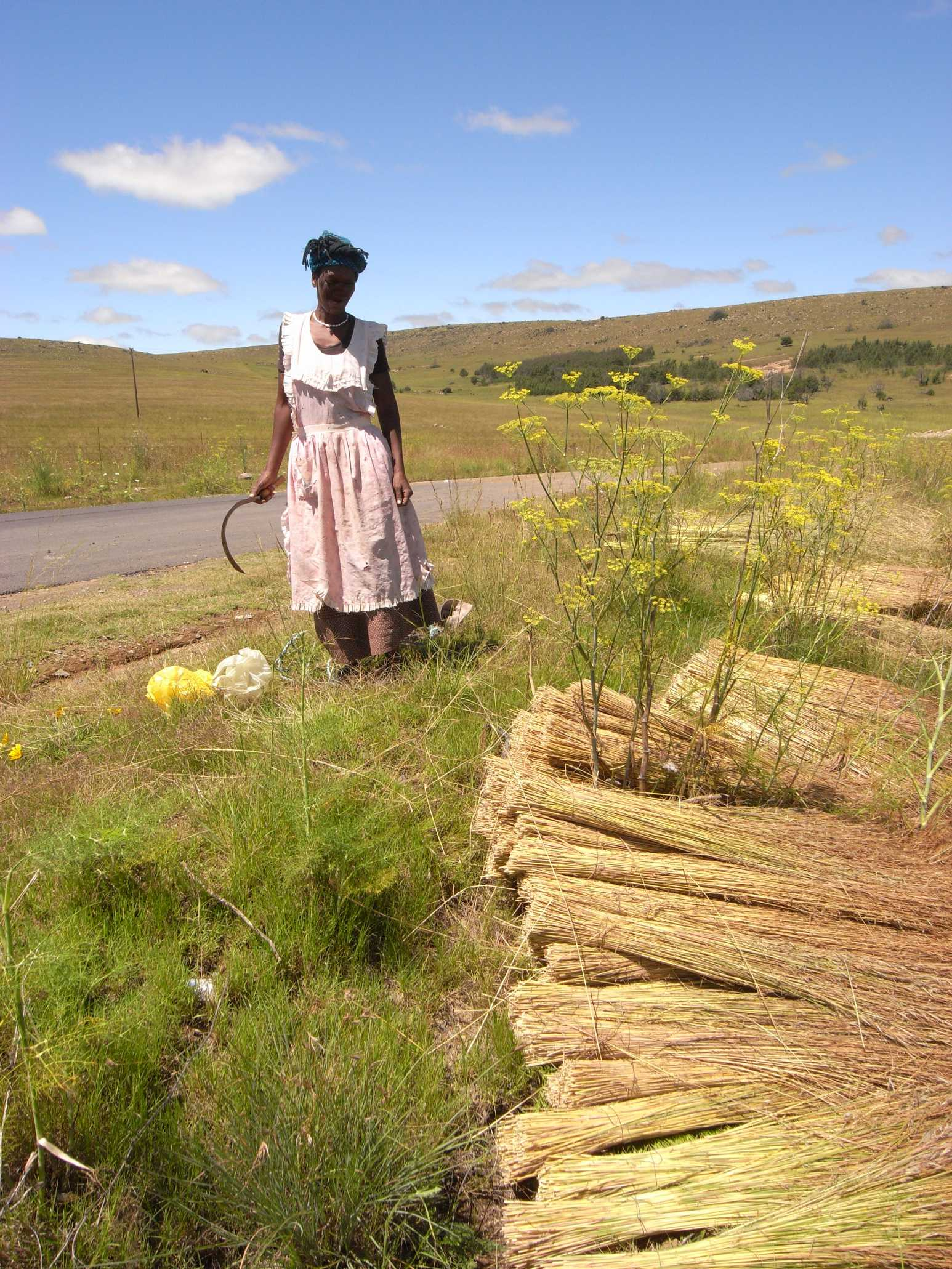
Xhosa-Frau bei Schnitterarbeiten von Gras für traditionelle Flechtarbeiten

Zu den älteren Kunstobjekten der Xhosa zählen kunsthandwerkliche Arbeiten für Stammesrepräsentanten zu festlichen Anlässen, die sich weitgehend in öffentlichen Sammlungen befinden. Eine entsprechende Kollektion ist im Amathole-Museum ausgestellt. Die gezeigten Exponate repräsentieren die Vielfalt der Alltagskunst aus diesem Volk. Dazu zählen Leder- und Hornarbeiten für Schilde, Speere und Körperschmuck sowie Flechtwerke für verschiedene Zwecke und Perlenknüpfereien als Körperschmuck.
Aus dem 20. Jahrhundert sind Werke der Malerei und Zeichnungen bekannt. Eine der wenigen wertvollen Kollektionen befindet sich in der De Beers Centenary Art Gallery im Ort Alice. Die Flechtarbeiten mit den Gräsern ihres Lebensumfeldes (Provinz Eastern Cape) dienen heute noch zu Korbarbeiten und anderen Haushaltsgegenständen.
Zu den traditionellen Musikern zählt Madosini.

## Politische Aktivitäten
Aus dem Kreis der Xhosa bestehen seit dem 20. Jahrhundert starke politische Aktivitäten. Einen wesentlichen Grundstein für die politische Emanzipation unter den Xhosa legte im 19. Jahrhundert der schottische Missionar James Stewart mit der von ihm geleiteten Missionsschule in Lovedale. Die von der Lovedale Mission weltweit beachtete Bildungsarbeit begünstigte die spätere Gründung des ANC und ermöglichte zahlreichen Führungspersönlichkeiten des Xhosa-Volkes eine Hochschulausbildung in Fort Hare.
Folgerichtig waren die politischen Strömungen in der Apartheidsperiode Südafrikas unter den Xhosa und mit ihnen assoziierten kleineren Volksgruppen besonders stark. Die erste, aber nur kurzzeitig existente, Partei war die um 1960 entstandene People's Party of Eastern Pondoland. Erst nach 1963 entwickelten sich in der Transkei erste stabile politische Parteien. Der Fort Hare-Absolvent Matanzima gründete die Transkei National Independence Party (INIP), eine politische Organisation im Homeland Transkei, die für die völlige Unabhängigkeit von Südafrika eintrat und damit unbeabsichtigt im Sinne der Apartheidspolitik handelte. Sein politischer Gegenspieler Victor Poto führte die 1964 gegründete politische Bewegung Democratic Party, die für die Schaffung eines „Oberhauses“ mit den alten Häuptlingsstrukturen, aber einem entscheidungskompetenten Parlament unter dem Rahmen der Apartheidsgesetze eintrat. Potos Bewegung führte nach den Wahlen von 1963, konnte aber durch politische Ränkespiele keine Regierung bilden. Diese übernahm kurz darauf sein Gegner Matanzima, der so erster Regierungschef der Transkei wurde. Bei den Homeland-Wahlen von 1973 erreichte Matanzima die absolute Mehrheit, die sich 1976 noch weiter verstärkte. Damit entwickelten sich nicht automatisch demokratische Lebensverhältnisse für die Bevölkerung in der Transkei, da der Minister of Bantu Administration and Development der Südafrikanischen Regierung keine unitarischen Staatsverhältnisse, keine politischen Rechte für die schwarze Bevölkerung und keine repräsentative Regierung in den Homelands zuließ. Die Proklamation 400 der Südafrikanischen Regierung von 1960 setzte alle Wahlen unter das Notstandsrecht und sicherte ihr dadurch ein weitgehendes und beliebiges Direktionsrecht.

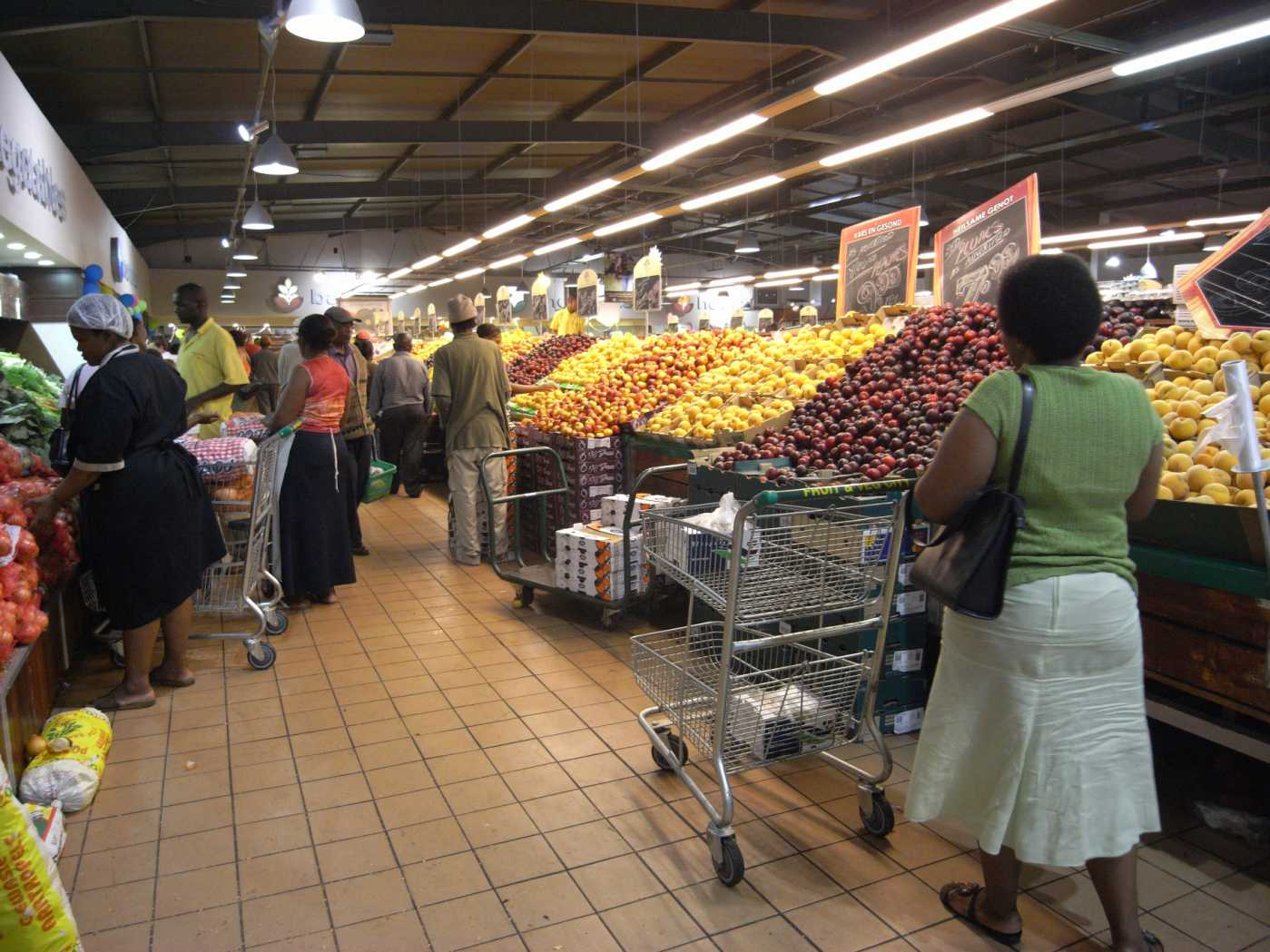
Frischmarkt in einem Stadtrandbezirk von East London

In der Ciskei fanden 1973 und 1978 Wahlen statt. Dabei wurden 338.173 und 225.294 Wahlberechtigte registriert. Diese Zahlen liegen weit unter den Bevölkerungszahlen der Xhosa-Angehörigen.
Das Massaker von Bisho im September 1992, benannt nach Bisho, der Hauptstadt der Ciskei, erzeugte neben einigen anderen Gewaltereignissen gegen die schwarze Bevölkerung in den Xhosa-Gebieten und an anderen Orten einen innenpolitischen Druck, der schließlich zum Zusammenbruch des Apartheidsystems führte.
Die umfassenden gesellschaftlichen Reformen nach 1994 haben auch großen Teilen der Xhosa-Bevölkerung wachsenden Wohlstand und bessere Bildungschancen erbracht.

## Bekannte Vertreter des Xhosa-Volkes
Bekannte Angehörige des Xhosa-Volks waren der südafrikanische Präsident Nelson Mandela sowie der ehemalige Erzbischof Desmond Tutu.

### Weitere Persönlichkeiten
- Enoch Mankayi Sontonga (1872–1905),  Missionslehrer, Komponist Nkosi Sikelel’ iAfrika
- Archibald Campbell Mzolisa Jordan (1906–1968), Schriftsteller
- Govan Mbeki (1910–2001), Politiker und Kanzler der Universität Fort Hare
- Walter Sisulu (1912–2003), Politiker
- Oliver Tambo (1917–1993), Politiker
- Robert Sobukwe (1924–1978), Politiker und erster Präsident des Pan Africanist Congress
- Miriam Makeba (1932–2008), Sängerin, auch bekannt als Mama Afrika
- Griffiths Mxenge (1935–1981),  Menschenrechtsaktivist, ermordet
- Percy Qoboza (1938–1988), Journalist und Herausgeber
- Winston Ntshona (1941–2018), Film- und Theaterschauspieler
- Chris Hani (1942–1993), Politiker und Generalsekretär der South African Communist Party, ermordet
- Thabo Mbeki (* 1942), ehemaliger Präsident von Südafrika
- Victoria Mxenge (1942–1985),  Menschenrechtsaktivistin, ermordet
- John Kani (* 1943), Schauspieler und Theaterregisseur
- Winnie Madikizela-Mandela (1936–2018), Politikerin, erste schwarze Sozialarbeiterin Südafrikas
- Stephen Biko (1946–1977), Bürgerrechtler, ermordet
- Bantu Holomisa (* 1955), Politiker
- Brenda Fassie (1964–2004), Popsängerin
- Thandiswa Mazwai (* 1976), Sängerin und Songwriterin
- Makhaya Ntini (* 1977), Cricketspieler
- Trevor Noah (* 1984), Kabarettist und TV-Moderator, Sohn einer Xhosa und eines Deutschschweizers
- Siya Kolisi (* 1991), Rugbyspieler, Kapitän der Südafrikanische Nationalmannschaft und zweifacher Weltmeister

## Sonstiges
Die Angehörigen des Xhosa-Volkes wurden neben einigen anderen südafrikanischen Volksgruppen seit der europäischen Besiedlung als Kaffern bezeichnet. Dieser Terminus wird heute nicht mehr verwendet, besitzt eine abwertende bis beleidigende Bedeutung und ist in der südafrikanischen Sprachpraxis demzufolge geächtet. Von dieser historischen Bezeichnung leiteten sich zahlreiche ehemalige offizielle Benennungen ab, wie beispielsweise Britisch-Kaffraria für Eastern Cape, das Kaffrarian Museum oder eine ehemalige Zeitung Kaffir Express, die ursprünglich keine vordergründig abwertende Bedeutung besaßen.